# Pericopsis elata
Pericopsis elata es una especie de árbol, perteneciente a la familia Fabaceae. Denominada comercialmente afromorsia, está en severa regresión debido a la tala desenfrenada. Está considerada una de las maderas duras tropicales más finas y valiosas junto con la teca.

## Descripción
Es un árbol que alcanza los 30-50 m de altura, con tronco recto cilíndrico,  libre de 18 a 30 m, y con  un diámetro de 1,3 metros, la corteza lisa, de color marrón grisáceo, descascarando en pedazos finos que van dejando brillantes manchas de color rojo-marrón; las ramas son masivas y  la corona superior plana.

## Nombres vernáculos
Assamela (Costa de Marfil, Kokrodua (Ghana), Obang (Camerún), Ole, Bohal y Mohole (Zaire).

## Ecología
Se encuentra en los bosques lluviosos  altos, donde son localmente comunes o gregarios; a una altitud de 500 metros. Es cultivado en el oeste de Uganda, siendo la  principal fuente de madera afrormosia.
Se distingue fácilmente de Pericopsis angolensis por sus foliolos acuminados, y su ecología. Puede ser confundido con Distemonanthus benthamianus  (Caesalpiniaceae) con un tipo similar de hojas y corteza similares, pero con la presencia de estipelas en Pericopsis.

## Usos
Su madera es muy duradera incluso en condiciones extremas. Tiene el grano fino, recto o levemente entrelazado. Se trabaja bien, debiendo protegerse del polvo. El duramen es más bien pardo y oscurece hasta llegar a ser castaño oscuro. Su textura es más fina que la de la teca y no tan grasa de aspecto. Se usa para chapas, laminados, construcción de todo tipo de estructuras y mobiliario fino. Proporciona un parqué o una tarima de alta calidad, tanto en interior como en exterior. Su durabilidad la hace destacar en la construcción naval, donde es comparable a la Teca o al Iroco. Alcanza un elevado precio.

## Distribución
Es una especie de área muy dispersa y poco continua. Se encuentra en África Occidental donde se distribuye por Camerún, Ghana, Costa de Marfil, Nigeria, Uganda y Zaire.

## Sinonimia
- Afrormosia elata Harms